# Kåhög
Kåhög is een plaats in de gemeente Partille in het landschap Västergötland en de provincie Västra Götalands län in Zweden. De plaats heeft 886 inwoners en een oppervlakte van 48 hectare.